# Magistralni put 41
Die Magistralni put 41 ist eine Bundesstraße in Serbien. Sie beginnt in Bujanovac und führt in westlicher Richtung nach Končulj an der serbisch-kosovarischen Grenze. Auf serbischer Seite führt die Bundesstraße weiter über die Städte Gjilan und Ferizaj nach Shtime, da Serbien den Kosovo als eigenes Staatsgebiet betrachtet. Auf kosovarischer Seite ist sie Teil der Nationalstraße M-25.3.